# Ana Semren
Ana Semren (Zagreb, 5. veljače 1988.) je hrvatska košarkašica, članica hrvatske košarkaške reprezentacije.

## Karijera
2008. je bila u skupini igračica koje su izborniku Nenadu Amanoviću otkazale poziv za pripreme za EP 2009. godine.
Sudjelovala je na pripremama za kvalifikacijski turnir za OI 2012., a koji se igrao u Turskoj, no poslije je otpala s popisa izbornika Stipe Bralića.